# Аккумулятор 1 (фильм)
«Аккумулятор 1» (чеш. Akumulátor 1) — чешская фантастическая комедия 1994 года режиссёра и сценариста Яна Сверака. Фильм получил Гран-при на 7-м Международном фестивале фантастических фильмов в Юбари в феврале 1996 года, премию «Чешский лев» за монтаж и приз зрительских симпатий на Международном кинофестивале в Тромсё в 1996 году. Также был номинирован ещё в восьми категориях (режиссёр, актёр главной роли, актёр второго плана, оператор и т.д.).
Фильм прошёл ремастеринг и снова был показан в 2018 году на 53-м Карловарском кинофестивале. Критики высоко оценили его своевременность, предусмотрительность и предостережение от виртуального мира.

## Сюжет
Молодой геодезист Олда (Петр Форман) ухаживает за легкомысленной девушкой Йиткой (Тереза Пергнерова), но его наглый коллега Слезак (Болек Поливка) затаскивает её в постель в его же доме. Морально обессиленный Олда не мешает этому и всю ночь смотрит телевизор, в котором в этот день показали и его в нелепом интервью. После этого он теряет сознание на три дня, но его находят спасатели. Он оказывается в одной палате со стариком Микуликом (Йиржи Кодет), к тому ночью является загадочный целитель Фишарек (Зденек Сверак), но старик отказывается от помощи и просит помочь молодому соседу. Тот возвращает Олде потерянную энергию, и его выписывают, так и не найдя никакой медицинской причины странного коматозного состояния. Целитель показывает, как брать энергию из деревьев, произведений искусства и явлений природы. Когда старик Микулик умирает, герои идут осматривать его тело и понимают, что он умер за телевизором, потеряв всю энергию. Их прерывает его дочь Анна (Эдита Брихта), которая проявляет неприязнь к Фишареку.
Фишарек с компанией медиумов продолжает свои целительские эксперименты на Олде. По телевизору они видят, как учитель изо всех сил пытается выразить свои мысли. Действие переходит в телевизионную вселенную, в которой живут медиа-образы людей, хотя бы раз показанных по телевизору. Они живут в атмосфере непрекращающегося театра, веселья, гедонизма и вечеринок, но бессовестно питаются энергией, высосанной из своих реальных прототипов.
Олда находит Анну в телефонном справочнике и приходит к ней как пациент, ведь она стоматолог. После они вместе идут пить кофе. В кафе к ним подваливает пьяный Слезак, желающий увести и эту девушку, но Анна его отшивает. Приехав домой к Анне, пара признается в чувствах друг к другу и идет в спальню, чтобы заняться любовью. Однако Олда случайно включает телевизор, что вновь похищает его энергию, и в этот момент он окончательно осознает свое положение. Когда он приходит к Фишареку, чтобы рассказать об этом, то встречает там того самого учителя из телепередачи – он оказался в том же состоянии и пришёл к такому же выводу. Учитель бежит в глухую деревню от телевидения, а Олда остается в Праге, чтобы быть рядом с Анной. Но даже в глуши Учитель сталкивается с телевизором и снова обращается за помощью к Фишареку.
Олда предлагает Анне выйти замуж, но оказывается, что у неё есть дочь. Она говорит ему встретиться с ней в опере на следующий день, если он хочет продолжать видеться с ней. Тем временем он покупает несколько пультов дистанционного управления в качестве защиты от телевизоров. Внезапно его навещает Йитка, жалуется на Слезака, просит прощения и слёзно предлагает отношения, но он отвергает её и идет на встречу с Анной в оперу «Набукко». Там он поглощает энергию искусства и несколько раз выбегает на улицу, чтобы сбросить её на закупленную партию досок. После оперы они едут обратно к Анне, и Олда изо всех сил пытается избежать по дороге телевизоров. Во время отключения электроэнергии Олда читает дочери Анны сказку о том, как принц победил ведьму, переполнив её жизненной силой от нескольких людей. После этого он формулирует план, согласно которому можно победить телевизионное "зазеркалье" тем же способом. Он полагает, что, перенасытив телевизор энергией из заряженных досок, он уничтожит всё телевидение.
Тем временем телевизионное альтер-эго символически хоронят медиа-личности, спуская его с корабля на свалку. "Мертвые" медиа-личности все ещё могут лежать и разговаривать, но энергии у них больше нет. У большинства – потому что умерли их оригиналы, но у Олды – потому что оригинал знает о ситуации и не дает похищать свою энергию. Теле-Олда решает каким-то образом выбраться из этого безнадежного сюрреалистического мира.
На следующий день Олда собирает как можно больше энергии из людей в городе: туристов, болельщиков и даже детей. Ночью он идет осуществлять свой план. Его прерывает Слезак, ищущий Йитку, затевает драку, но проигрывает, поскольку пьян. Олда взрывает запас досок в своей квартире и направляет освобожденную энергию через мост, она устремляется к подготовленному телевизору, чтобы сокрушить телевидение, но в последний момент Олда осознает, что стоит на пути потока энергии, украденной у людей. Тогда он отказывается от плана, освобождает энергию, и она уносится в небо, где спасает падающий самолёт. Когда пыль оседает, появляется телевизионное альтер-эго Олды, они обнимаются и сливаются воедино. Слезак, ворвавшийся в квартиру Олды к моменту взрыва, выживает, но оказывается арестован. На следующее утро Олда звонит Анне, чтобы извиниться за пропущенное свидание, и предполагается, что их отношения будут продолжаться нормально. Телевизоры больше не опасны для него, но глобально проблема не была решена.

## В ролях
- Петр Форман — Олда Соукуп
- Эдита Брихта — Анна
- Зденек Сверак — Фишарек, медиум и целитель
- Мариан Лабуда — учитель
- Болек Поливка — Слезак
- Тереза Пергнерова — Йитка
- Йиржи Кодет — Микулик
- Маркета Фросслова — Аничка
- Ладислав Смоляк — смотритель
- Даниэла Коларжова — миссис Фишаркова
- Рудольф Грушинский — Питрисек
- Дэвид Коллер — ковбой
- Роберт Кодым — индеец
- Нада Сафратова — Габриэла
- Иво Кашпар — Пиштек